# Torleif skuma
Torleif skuma Torkelsson (Þórleifr skúma Þórkelsson), död c. 986, var en isländsk furstelovskald hos jarl Erik Håkonsson i Norge. Han är i sagorna omtalad som en urstark bjässe som kämpade med knölpåk i slaget vid Hjörungavåg.

## Släkt
Enligt Jomsvikingasagan var Torleif son till Torkel Tordsson ”den rike” från Alvidra vid Dyrafjorden på det isländska västlandet. Därmed skulle han ha haft blått blod i ådrorna, eftersom hans farfar Tord ”Vikingsson” enligt Landnamsboken antas ha varit son till kung Harald Hårfager i Norge.

## Knölpåkskämpen
Det enda som är känt om Torleifs liv är några episoder i samband med jomsvikingaslaget år 986 (enligt äldre kronologi). Han var då hirdskald hos Erik jarl – son till Norges då mäktigaste man Håkon Sigurdsson.
Då försvaret mot de invaderande jomsvikingarna förbereddes vid Hjörungavåg, drog Torleif till skogs för att beväpna sig. Han ”högg en väldig klubba av en knotig trädstam”, står det i Jomsvikingasagan. Sedan svedde han och härdade klubban. Med knölpåken över axeln gick han ner till skeppet och mötte där Erik jarl som undrade vad han skulle med klubban till. Svaret blev en improviserad visa på blandad fornyrðislag och kviðuháttr:
| Hefk í hendi til höfuðs görva, beinbrot Búa, böl Sigvalda, [vǫ́ víkinga, vörn Hǫ́konar]; sjá skal verða, ef vér lifum, eikikylfa óþörf Dönum. | Håller i handen huvudens duvare, Bues benbrott, blåslag för Sigvalde, vikingars ve men värn för Håkon! Lända skall, om leva vi få, ekeklubban till ont för danerna! |  |

Kända vapen hade ofta egennamn vid denna tid och Torleifs dikt innehåller olika förslag till namn på knölpåken: beinbrot Búa (Bues benbrott), böl Sigvalda (Sigvaldes ofärd), och så vidare. Bue digre och Sigvalde jarl var båda anförare för de jomsvikingar, vars vǫ́ (ve) klubban också kunde kallas.
Detta är den enda strof som har bevarats av Torleifs diktning.

### Slaget vid Hjörungavåg
Om man får tro de isländska sagaskrivarna så skulle norrmännen ha förlorat slaget redan i inledningsskedet, om det inte hade varit för två isländska skalders rådiga ingripande.
Jomshövdingen Vagn Åkesson hade då äntrat Erik jarls skepp, som höll på att erövras. Då drämde skalden Vigfus Viga-Glumsson ett stort järnstäd, med hornet nedåt, i huvudet på den ohygglige bärsärken Åslak holmskalle, och Torleif skuma slog knölpåken i huvudet på Vagn Åkesson, som med sitt tvåhandssvärd gick fram som en slagbjörn längs skeppsbordet och dräpte norrmän. Detta räddade jarlen ur knipan. Vagn, som fått hjälmen krossad av klubbslaget, vacklade, men stack samtidigt svärdet i Torleif innan han med ett språng räddade sig över på sitt eget skepp.
Också Erik jarl måste nu dra sig tillbaka för att hämta förstärkning och forsla undan lik, ty hans skepp hade blivit avröjt nästan ända fram till masten.

### Torleifs död
Dagen efter slaget, då den segrande jarlen hade slagit läger på stranden under Vartdal söder om slagplatsen, såg han en dödsblek man stå vid tältöppningen. Det var Torleif skuma. Jarlen frågade hur det var fatt och fick svaret att «Vagn Åkessons svärdspets nog råkade nudda mig lite igår, när jag gav honom det där klubbslaget.» Jarlen svarade: «Illa har din far det ställt på ön, om du nu skall dö.»
Skalden Einar skålaglamm, som var med Erik jarl, omformade genast dennes ord till en visa:
| Þat kvað jarl at æri unnviggs fyr haf sunnan, þás á seima særi sárelda spjöll vǫ́ru: Öllungis hefr illa, eybaugs, ef skalt deyja, víst hyggjum þat, viggja valdr, þinn faðir haldit. | Sunnanhavs till svalltravarns [=skeppets] salsherre jarlen talt, då såreldars [=svärdens] svåra spår på smyckeskänkaren blänkte: "Illa din fader allt har ordnat med sonens vårdnad, om du omkommer nu, du ögördelns [=havets] hästars [=skeppens] frestare. |  |

Sedan detta var kvätt föll Torleif skuma ner död.

## Torleifs tillnamn
Tillnamnet skúma är svårförklarligt. Åke Ohlmarks, som försvenskar skaldens namn till Torleif skumme (eller Torleif den skumme), skriver: ”Tillnamnet skúma betyder ungefär 'skymning' och kan ha syftat på Torleifs utseende, eventuellt med nerdragna ögonbryn och ett bistert skymningsdrag över ansiktet, något som skulle passa väl till hans uppträdande i Jomsvikingasagans slagsituation.”
Finnur Jónsson trodde också att tillnamnet hade med utseendet att göra, men jämförde skúma med det gammalnorska skumla (skule, slå öjnene ned) och menade att ordet skulle kunna syfta på en person med bortvänd eller nedslagen blick.
Problemet med tillnamn av det här slaget är att om de inte förklaras i källorna, och om vi inte vet något om i vilken situation de har tillkommit, så kommer alla förklaringar att förbli gissningar.